# Paracroton
Paracroton es un género perteneciente a la familia de las euforbiáceas con cuatro especies de plantas. Se encuentran desde Sri Lanka a Birmania y desde Malasia a Filipinas.

## Taxonomía
El género fue descrito por Friedrich Anton Wilhelm Miquel y publicado en Flora van Nederlandsch Indië 1(2): 382. 1859.

## Especies aceptadas
A continuación se brinda un listado de las especies del género Paracroton aceptadas hasta marzo de 2014, ordenadas alfabéticamente. Para cada una se indica el nombre binomial seguido del autor, abreviado según las convenciones y usos.
- Paracroton integrifolius (Airy Shaw) N.P.Balakr. & Chakrab.
- Paracroton pendulus
- Paracroton sterrhopodus (Airy Shaw) N.P.Balakr. & Chakrab.
- Paracroton zeylanicus